# Master's Hammer
Master’s Hammer — чешская блэк-метал-группа, основанная в Праге в 1983 году. С несколькими изменениями в составе, группа просуществовала до 1995 года, а затем с 2009 года. Они выпустили восемь полноформатных альбомов, пять демо, один EP, два сплита, концертный альбом и несколько компиляций.

## История
Группа Master’s Hammer была основана в 1983 году и выпустила пять демо-записей, после чего выпустила свой дебютный альбом Ritual. в 1991 году. Польская блэк-дэт-метал группа Behemoth записала кавер на песню «Jáma pekel» для своего EP 2008 года, Ezkaton. Годом позже Master’s Hammer выпустили свой второй альбом Jilemnický okultista.
Их третий альбом, Šlágry, вышедший в 1995 году, отличался от предыдущих работ и включал в себя различные жанры, не относящиеся к металу. В то время группа объявила, что Šlágry II и следующий альбом будут в большей степени опираться на профессиональных оперных певцов и оркестровых музыкантов, однако ни то, ни другое не было реализовано, и группа распалась в том же году. Украинская блэк-метал группа Drudkh записала кавер на песню «Indiánská píseň hrůzy» на своем EP 2010 года, Slavonic Chronicles.
В 2009 году Master’s Hammer реформировались и выпустили Mantras, свою первую пластинку за 14 лет. В конце 2012 года вышел пятый альбом под названием Vracejte konve na místo. Он был признан лучшим альбомом в тяжёлой музыке на церемонии Anděl Awards и лучшим альбомом по версии Břitva Awards.
В июле 2013 года Master’s Hammer основали свой собственный звукозаписывающий лейбл Jihosound Records, на котором в 2014 году выпустили шестой студийный альбом Vagus Vetus. 30 мая 2016 года вышел их седьмой студийный альбом Formulæ, который вновь получил приз как лучший тяжёлый альбом на Anděl Awards. В феврале 2018 года Master’s Hammer выпустили свой восьмой студийный альбом Fascinator.

## Музыкальный стиль
Журнал Kerrang! описал стиль группы как «сплав трэша с классическими темами», а Jilemnický okultista назвал «опереттой в трёх актах».
Фенриз, барабанщик норвежской блэк-метал-группы Darkthrone, когда его спросили о Ritual, ответил, что он «на самом деле является первым норвежским блэк-метал-альбомом, хотя он и из Чехословакии».

## Дискография
| Студийные альбомы - Ritual (1991) - Jilemnický okultista (1992) - Šlágry (1995) - Mantras (2009) - Vracejte konve na místo. (2012) - Vagus Vetus (2014) - Formulæ (2016) - Fascinator (2018) | Демо-записи - The Ritual Murder (1987) - Finished (1988) - The Mass (1989) - The Fall of Idol (1990) - Jilemnický Okultista (1992) EP - Klavierstück (1991) | Компиляции - Ritual / Jilemnický okultista (2001) - Demo Collection #1: The Ritual Murder / Live in Zbraslav (2003) - Demo Collection #2: Finished / The Mass (2003) - Demo Collection #3: The Fall of Idol / Jilemnický okultista (2003) - Ritual / Jilemnický okultista (2009) - Demos (2013) Концертные альбомы - Live in Zbraslav (1989) |